# Новониколаевский (Тацинский район)
Новоникола́евский — хутор в Тацинском районе Ростовской области.
Входит в состав Верхнеобливского сельского поселения.
Население 187 человек.

## География
На хуторе имеются две улицы — Ленина и Степная.

## Население
| 2010 |
| ---- |
| 162  |